# Gesteda
Gesteda (llamada oficialmente Santa Comba de Xesteda) es una parroquia y una aldea española del municipio de Cerceda, en la provincia de La Coruña, Galicia.

## Otras denominaciones
La parroquia también es conocida por el nombre de Santa Columba de Xesteda.

## Entidades de población
Entidades de población que forman parte de la parroquia:
- Belsar
- Gesteda (Xesteda)
- Fontán (O Fontán)
- Boimil
- Brea (A Brea)
- Cabalar
- Campo Xesteda (O Campo Xesteda)
- Carracedo
- Costa (A Costa)
- Espiñeira (A Espiñeira)
- Fraga (A Fraga)
- Gándara (A Gándara)
- Liñares
- Londoño
- Orgeira (A Orxeira)
- Picota (A Picota)
- San Pedro
- Santa Comba
- So Agra (Suagra)
- So Castro (Sucastro)
- Ximareo (Xemareo)
- Altamira
- O Calvo
- Os Castros
- A Costiña
- A Estación
- O Moucho

## Demografía

### Parroquia
| Gráfica de evolución demográfica de Gesteda (parroquia) entre 2000 y 2019 |
|                                                                           |
| Datos según el nomenclátor publicado por el INE.                          |

### Aldea
| Gráfica de evolución demográfica de Xesteda (aldea) entre 2000 y 2019 |
|                                                                       |
| Datos según el nomenclátor publicado por el INE.                      |